# Royce’ Confect
K.K. Royce’ Confect (jap. 株式会社ロイズコンフェクト Kabushiki-gaisha Roizu Konfekuto, englisch Royce' Confect Co., Ltd.), auch als E-Royce’ bekannt, ist ein japanischer Schokoladenhersteller, dessen Hauptsitz sich in Sapporo befindet.

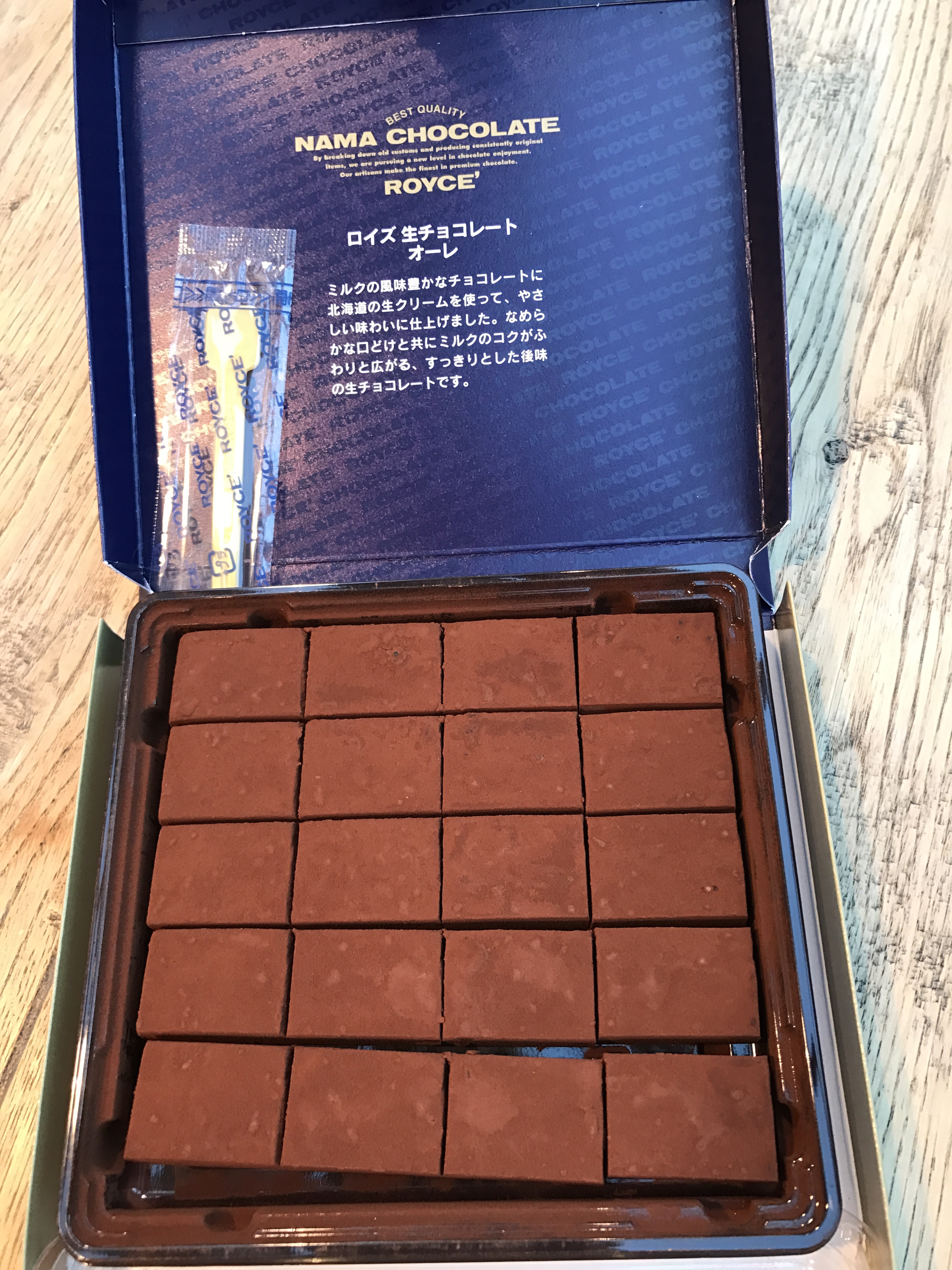
Royce' Schokolade (Nama „Au Lait“)

## Geschichte
Royce’ wurde im Juli 1983 auf Hokkaido gegründet. Die erste Schokoladenproduktion fand im November desselben Jahres statt. Es sollte allerdings bis in die 1990er dauern, bis Royce’ sich als etablierter Süßwarenhersteller auf dem japanischen Markt bewähren konnte. 1989 wurde erstmals geschmolzene Schokolade hergestellt, bevor im Mai 1993 das erste eigene Schokoladengeschäft öffnete. Weitere folgten in den nächsten Jahren, ausschließlich in Japan. Im Jahr 2001 eröffnete die Firma mit einem Angebot in Singapur erstmals ein Geschäft im Ausland, weitere Niederlassungen in asiatischen Ländern folgten. Heute kann man Royce’-Geschäfte in 17 Ländern außerhalb Japans finden.